# 毛盲蟹
毛盲蟹（学名：Typhlocarcinus villosus）为长脚蟹科盲蟹属的动物。分布于日本、帝汶岛、松巴岛、新加坡、泰国湾、印度以及中国大陆的香港等地，生活环境为海水，一般生活于水深30-60米的泥沙底上。其生存的海拔范围为-60至-30米。
其种加词“villosus”意为“被毛的”。